# Nuoto ai Giochi della XXX Olimpiade - Staffetta 4x100 metri misti femminile
La Staffetta 4x100 metri misti femminile dei Giochi di Londra 2012 è stata disputata il 3 e 4 agosto. Vi hanno preso parte sedici nazioni che hanno schierato un totale di 76 atlete.
Gli Stati Uniti si sono aggiudicati il titolo olimpico della specialità per la nona volta, precedendo sul podio le campionesse uscenti dell'Australia e il Giappone.

## Programma
| Data     | Ora (BST/UTC+1) | Turno    |
| -------- | --------------- | -------- |
| 3 agosto | 11:35           | Batterie |
| 4 agosto | 20:07           | Finale   |

## Record
Prima della competizione, i record mondiale e olimpico erano i seguenti:
| Record mondiale | 3'52"19 | Cina Zhao Jing (58"98) Chen Huijia (1'04"12) Jiao Liuyang (56"28) Li Zhesi (52"81)                      | 1º agosto 2009 Roma, Italia  |
| Record olimpico | 3'52"69 | Australia Emily Seebohm (59"33) Leisel Jones (1'05"58) Jessicah Schipper (56"25) Libby Trickett (52"53) | 17 agosto 2008 Pechino, Cina |

Durante la competizione è stato migliorato il seguente primato:
| Data     | Evento | Nazione     | Atlete                                                                                     | Tempo   | Record          |
| -------- | ------ | ----------- | ------------------------------------------------------------------------------------------ | ------- | --------------- |
| 4 agosto | Finale | Stati Uniti | Missy Franklin (58"50) Rebecca Soni (1'04"82) Dana Vollmer (55"48) Allison Schmitt (53"25) | 3'52"05 | Record mondiale |

## Risultati

### Batterie
| Pos. | Nazione       | Atlete | Tempo   | Batt. | Corsia | Note |
| ---- | ------------- | --- | ------- | ----- | ------ | ---- |
| 1    | Australia     | Emily Seebohm (58"57) Leisel Jones (1'05"96) Alicia Coutts (57"45) Brittany Elmslie (53"44)                                  | 3'55"42 | 2     | 5      | Q    |
| 2    | Giappone      | Aya Terakawa (59"19) Satomi Suzuki (1'07"15) Yuka Katō (57"73) Haruka Ueda (53"80)                                           | 3'57"87 | 2     | 3      | Q    |
| 3    | Danimarca     | Mie Østergaard Nielsen (1'00"27) Rikke Møller Pedersen (1'07"15) Jeanette Ottesen (56"74) Pernille Blume (54"19)             | 3'58"35 | 2     | 2      | Q    |
| 4    | Stati Uniti   | Rachel Bootsma (59"70) Breeja Larson (1'06"66) Claire Donahue (58"05) Jessica Hardy (54"47)                                  | 3'58"88 | 2     | 4      | Q    |
| 5    | Paesi Bassi   | Sharon van Rouwendaal (1'00"98) Moniek Nijhuis (1'06"98) Inge Dekker (57"43) Femke Heemskerk (53"80)                         | 3'59"19 | 1     | 7      | Q    |
| 6    | Gran Bretagna | Gemma Spofforth (1'00"02) Siobhan-Marie O'Connor (1'08"10) Jemma Lowe (57"56) Amy Smith (53"69)                              | 3'59"37 | 2     | 6      | Q    |
| 7    | Cina          | Gao Chang (1'00"41) Sun Ye (1'08"01) Jiao Liuyang (57"56) Tang Yi (53"40)                                                    | 3'59"38 | 1     | 4      | Q    |
| 8    | Russia        | Marija Gromova (1'01"53) Julija Efimova (1'05"84) Irina Bespalova (58"33) Veronika Popova (53"87)                            | 3'59"57 | 1     | 5      | Q    |
| 9    | Germania      | Jenny Mensing (1'01"02) Sarah Poewe (1'07"19) Alexandra Wenk (58"85) Britta Steffen (52"89)                                  | 3'59"95 | 1     | 3      |      |
| 10   | Svezia        | Sarah Sjöström (1'01"38) Jennie Johansson (1'06"94) Martina Granström (58"46) Michelle Coleman (53"98)                       | 4'00"76 | 2     | 7      |      |
| 11   | Italia        | Arianna Barbieri (1'00"80) Michela Guzzetti (1'08"62) Ilaria Bianchi (57"59) Federica Pellegrini (55"19)                     | 4'02"20 | 1     | 2      |      |
| 12   | Canada        | Julia Wilkinson (1'00"49) Tera van Beilen (1'08"12) Katerine Savard (59"00) Samantha Cheverton (55"10)                       | 4'02"71 | 1     | 6      |      |
| 13   | Spagna        | Duane Da Rocha Marce (1'00"43) Marina García Urzainqui (1'08"35) Judit Ignacio Sorribes (59"07) Melanie Costa Schmid (55"20) | 4'03"05 | 2     | 1      |      |
| 14   | Francia       | Laure Manaudou (1'01"09) Fanny Babou (1'09"14) Justine Bruno (1'00"17) Charlotte Bonnet (55"13)                              | 4'05"53 | 1     | 3      |      |
| 15   | Islanda       | Eygló Ósk Gústafsdóttir (1'01"74) Hrafnhildur Lúthersdóttir (1'09"19) Sarah Blake Bateman (1'00"04) Eva Hannesdóttir (56"12) | 4'07"09 | 2     | 8      |      |
| -    | Ungheria      | Evelyn Verrasztó (1'03"39) Anna Sztankovics (1'17"43) Zsuzsanna Jakabos (-) Eszter Dara (-)                                  | -       | 1     | 8      | DSQ  |

### Finale
| Pos.    | Nazione       | Atlete | Tempo   | Corsia | Note            |
| ------- | ------------- | --- | ------- | ------ | --------------- |
| Oro     | Stati Uniti   | Missy Franklin (58"50) Rebecca Soni (1'04"82) Dana Vollmer (55"48) Allison Schmitt (53"25)                     | 3'52"05 | 6      | Record mondiale |
| Argento | Australia     | Emily Seebohm (59"01) Leisel Jones (1'06"06) Alicia Coutts (56"41) Melanie Schlanger (52"54)                   | 3'54"02 | 4      |                 |
| Bronzo  | Giappone      | Aya Terakawa (58"99) Satomi Suzuki (1'05"96) Yuka Katō (57"36) Haruka Ueda (53"42)                             | 3'55"73 | 5      |                 |
| 4       | Russia        | Anastasija Zueva (59"13) Julija Efimova (1'04"98) Irina Bespalova (58"59) Veronika Popova (53"33)              | 3'56"03 | 8      |                 |
| 5       | Cina          | Zhao Jing (59"86) Ji Liping (1'06"94) Lu Ying (56"80) Tang Yi (52"81)                                          | 3'56"41 | 1      |                 |
| 6       | Paesi Bassi   | Sharon van Rouwendaal (1'00"72) Moniek Nijhuis (1'06"74) Inge Dekker (56"91) Ranomi Kromowidjojo (52"91)       | 3'57"28 | 2      |                 |
| 7       | Danimarca     | Mie Østergaard Nielsen (59"76) Rikke Møller-Pedersen (1'06"77) Jeanette Ottesen (56"83) Pernille Blume (54"40) | 3'57"76 | 3      |                 |
| 8       | Gran Bretagna | Gemma Spofforth (59"46) Siobhan-Marie O'Connor (1'08"45) Ellen Gandy (57"47) Francesca Halsall (54"08)         | 3'59"46 | 7      |                 |